# NGC 1484
NGC 1484 é uma galáxia espiral (Sb) localizada na direcção da constelação de Eridanus. Possui uma declinação de -36° 58' 15" e uma ascensão recta de 3 horas, 54 minutos e 17,4 segundos.
A galáxia NGC 1484 foi descoberta em 28 de Novembro de 1837 por John Herschel.